# Mahmoud Ahmed
Mahmoud Ahmed (8 de maio de 1941) ( Amárico : መሀሙድ አህመድ) é um cantor etíope, descendente de Gurages.
Nascido em Adis Abeba, Mahmoud engraxou sapatos naquela cidade antes de se tornar um trabalhador manual no Clube do Arizona, onde ele cantou pela primeira vez profissionalmente no início dos anos 1960. Ele cantou para o Corpo Imperial Guard Band até 1974, e gravou com outras bandas para as gravadoras Amha e Kaifa na década de 1970. Ahmed abriu sua própria loja de música em Addis Abeba durante os anos 1980, enquanto continuou sua carreira de cantora.
Além do Corpo Imperial Guard Band, Mahmoud cantou com o Ibex Band , a Banda Vênus , a Band Walias , os Idan Raichel Project , e da Band Roha ao longo de sua carreira. Desde a década de 1990 ele tem crescido em popularidade em Europa e Américas desde Buda Musique lançou o Ethiopiques série de discos compactos, levando a novas gravações e turnês na Europa e nos Estados Unidos com o Boston é Either / Orquestra e da Banda Badume.
Em 2007, ele ganhou um BBC World Music Award.

## Discografia selecionada
- Soul of Addis (1997, Earthworks/Stern's Africa STEW35CD)
- Slow Collections (1998, Sounds of Abyssinia SAC-022)
- Live In Paris (1998, Long Distance 302671)
- Ethiopiques Volume 6—Almaz 1973 (1999, Buda Musique 829792 (originally released 1973))
- Ethiopiques Volume 7—Erè Mèla Mèla 1975 (2000, Buda Musique 829802; originally released 1975 and rereleased on Crammed Discs in 1986)
- Yitbarek (2003, Yene Production 77414, rereleased by Nahom Records in 2007)
- Tizita Vol. 1 (The Best of...) (2003, AIT Records AIT-10304)
- Tizita Vol. 2 (The Best of...) (2003, AIT Records AIT-10305)
- Ethiopiques Volume 19—Alèmeyé (2005, Buda Musique 860106)
- Ethiogroove: Mahmoud Ahmed & Either/Orchestra (2007, EthioSonic DVD)